# 朱迪思·米勒
朱迪思·米勒（英語：Judith Miller，1948年1月2日—）是纽约时报记者。1993年与前兰登书屋著名编辑杰森·爱泼斯坦结婚。朱迪斯·米勒一直是个备受争议的人物，既受到赞扬（得過一次普利策奖），又因过于依赖亲布什政府的人士（例如艾哈迈德·沙拉比）提供的消息而受到批评。他们说米勒天真地过于依赖匿名高层来源使她的报导存在偏见，而且流亡者的证言受到严重的置疑。另一方面，得益于这种独特的消息渠道，米勒能够第一时间提供许多内幕新闻。

## 经历
米勒1977年加入纽约时报。肯定与否定一直围绕着她。早在1986年，她关于利比亚的一系列不实报道就受到谴责。十五年后的2001年，米勒又因对基地组织和的报导而获得普利策新闻奖。她关于伊拉克是否拥有大规模杀伤性武器的报道最受争议。
2002年9月7日，米勒和纽约时报记者迈克尔·高登报导美国截获了运往伊拉克的金属管。在她的头版头条文章中，米勒援引不愿透露姓名的“美国官员”和“美国情报专家”的话，称伊拉克用这些金属管来增强其核原料储备，她还引用据称是“布什政府官员”的话，说伊拉克近几个月“正在全球范围内采购核原料来制造原子弹”。米勒称“萨达姆对于研发核武器有笃定的决心，加上伊拉克的生化武器研发迫使美国不得不与伊拉克开战”。尽管米勒也承认有些武器专家认为伊拉克武器问题“疑点多多”，但她并没有详细报道这些反对意见，比如一份提交美国政府的报告。这份报告由橡树岭国家实验室退休物理学家休斯顿·伍德撰写。报告认为，这些管子无法用于浓缩铀离心机。而这份报告早于米勒文章一年就已发表。
米勒文章见报后不久，赖斯、鲍威尔和拉姆斯菲尔德都出现在电视上，将米勒的文章作为开战的部分依据。各个机构接下来的分析都认为这些管子无法用于浓缩铀离心机。
米勒还在她后来的文章《一位伊拉克科学家断言非法武器保存到战争前夜》中坚称，已经在伊拉克找到了大规模杀伤性武器。这篇文章也被广泛引用。米勒作客CBS《60分鐘》时宣称这“不只是还在冒烟的枪（the smoking gun）”和“尚方宝剑”（the silver bullet），伊拉克罪证在手。可是后来人们发现，她的这篇报道又不属实。
在美国政府和反萨达姆政权的伊拉克国民大会主席艾哈迈德·沙拉比公开划清界限一个星期之后，2004年5月26日，纽约时报在社论中承认该报的某些报道过分依赖于沙拉比和其他伊拉克流亡人士提供的线索。然而纽约时报拒绝单独追究某个记者的责任。公众们发现十二份假新闻中有十份是由米勒单独撰写或与他人合著的。

### 特工身份泄密事件
2004年10月1日，她因拒绝说出是谁泄露了瓦莱丽·普莱姆是中央情报局的秘密特工这一事实，而被认为是藐视法庭。在泄密的时候，米勒并没有写出这一主题的文章，但是其他人写了（最著名的是罗伯特·诺瓦克），引发了这场调查。她被判决入狱18个月。在上诉时这一判决被搁置。2005年6月27日，美国最高法院拒绝受理米勒的上诉。	
2005年7月6日，联邦法官托马斯·F·霍根判决米勒女士进入“哥伦比亚特区都会地区中的一所合适的监狱。”她被带往弗吉尼亚州亚历山大一所附近的拘留中心。除非她决定作证，否则她将待在那儿，直到大陪审团会期2005年10月结束。
她的入狱引起了广泛争论。有观点认为应加强联邦立法保护记者独立采访权，也有观点认为记者的采访自由不应凌驾于法律之上。